# Tipula biuncus
Tipula biuncus är en tvåvingeart som beskrevs av Doane 1912. Tipula biuncus ingår i släktet Tipula och familjen storharkrankar. Inga underarter finns listade i Catalogue of Life.